# Vena subclavia
En anatomía humana, las venas subclavias son dos grandes venas, bilaterales: la subclavia derecha e izquierda. Su diámetro es aproximado al de un dedo meñique.

## Relaciones
Las relaciones son iguales, ya que estos elementos vasculares presentan la misma dirección. Por delante tenemos al músculo subclavio y por delante de este a la clavícula. Por detrás tenemos a la arteria subclavia y en su segunda porción o parte media vamos a encontrar un elemento muscular y otro elemento nervioso, los cuales son el vientre anterior del músculo escaleno anterior y el nervio frénico. Por arriba tenemos al platysma myoides (músculo cutáneo del cuello), las aponeurosis cervicales superficial y media y por encima de esto encontramos piel, por debajo la vena subclavia reposa sucesivamente en la primera costilla y sobre el vértice del pulmón. Entre el pulmón y este elemento vascular está  situada la pleura que separa uno del otro.

## Trayecto
Este elemento es la continuación de la vena axilar. Nace por la unión de la vena axilar y la vena cefálica, las cuales tributan en esta. A nivel de la articulación esternoclavicular este elemento vascular va a dejar de tener este nombre y la sangre de esta será drenada por el tronco venoso braquiocefálico. En esta parte terminal de la vena subclavia se encuentran unos elementos: son unas válvulas completas que impiden el reflujo sanguíneo. Las venas que tributan al tronco braquiocefálico son la vena yugular interna y la vena subclavia, juntas forman un ángulo de 90°, que es amplio y va en sentido hacia arriba y hacia afuera. Este elemento es denominado ángulo yugulosubclavio o de Pirogoff. En el cual tributan desembocando las yugulares externas y anterior (superficiales) pero también dos elementos que son diferentes. En el ángulo de Pirogoff derecho desemboca la vena linfática mayor  (En el punto en que el borde externo del músculo esternocleidomastoideo se inserta en la clavícula) y en el ángulo izquierdo el conducto torácico. El tronco venoso braquiocefálico tributa a la vena cava superior, la cual desemboca en la aurícula derecha del corazón.

## Linfa
El conducto torácico drena la linfa (agua y solutos) desde el sistema linfático a la vena subclavia izquierda, cerca de la unión con la vena yugular externa izquierda. La linfa transportada, aparte de agua y solutos, contiene quilomicrones o quilo, formado en los intestinos a partir de la dieta grasa y lípidos.

## Etimología
El término subclavia puede ser dividido en: sub (abajo) y clavia (relativo a la clavícula).

## Imágenes adicionales

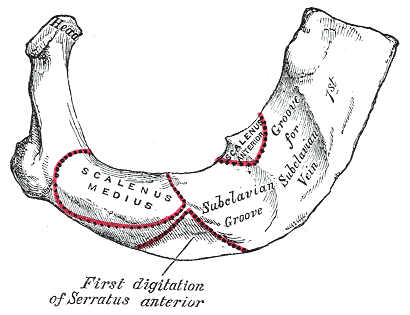
Inserciones musculares primera costilla.
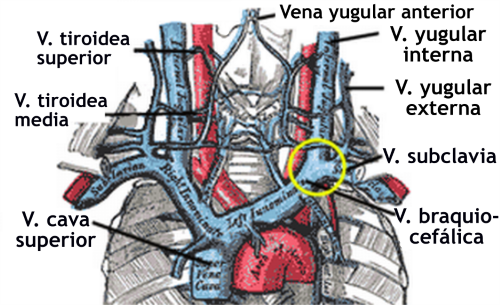
Vena cava y vena ácigos con sus tributarias.
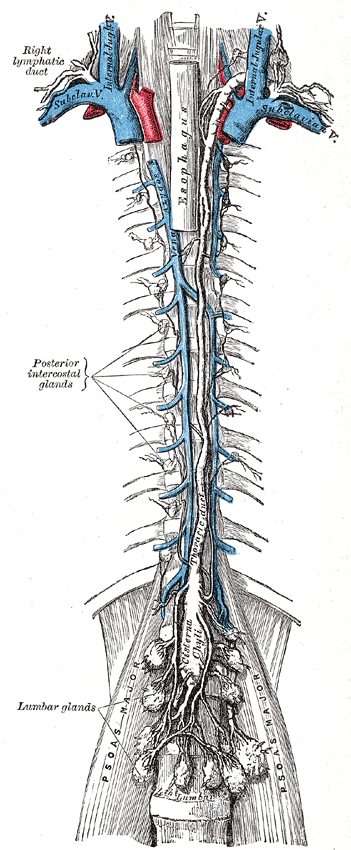
Ductos linfático torácico y derecho.
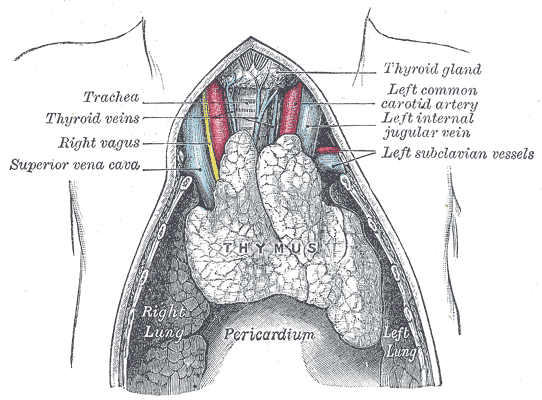
El timo de un feto a t´trmino, mostrado in situ.

- Datos: Q493430
- Multimedia: Subclavian veins / Q493430